# Lingulabotys haesitans
Lingulabotys haesitans is een vlinder uit de familie van de grasmotten (Crambidae). De wetenschappelijke naam van deze soort is voor het eerst voorgesteld als Nacoleia haesitans door Edward Meyrick in een publicatie uit 1934.
De soort komt voor in Kameroen, Congo-Kinshasa, Kenia en Namibië.